# Rapporteur spécial des Nations unies
Le rapporteur spécial est une personne mandatée par le Conseil des droits de l'homme des Nations unies au titre des procédures spéciales. Il s'agit d'un(e) expert(e) indépendant(e) qui agit sur des situations individuelles comme sur des sujets thématiques qui sont de sa compétence.

## Mandat

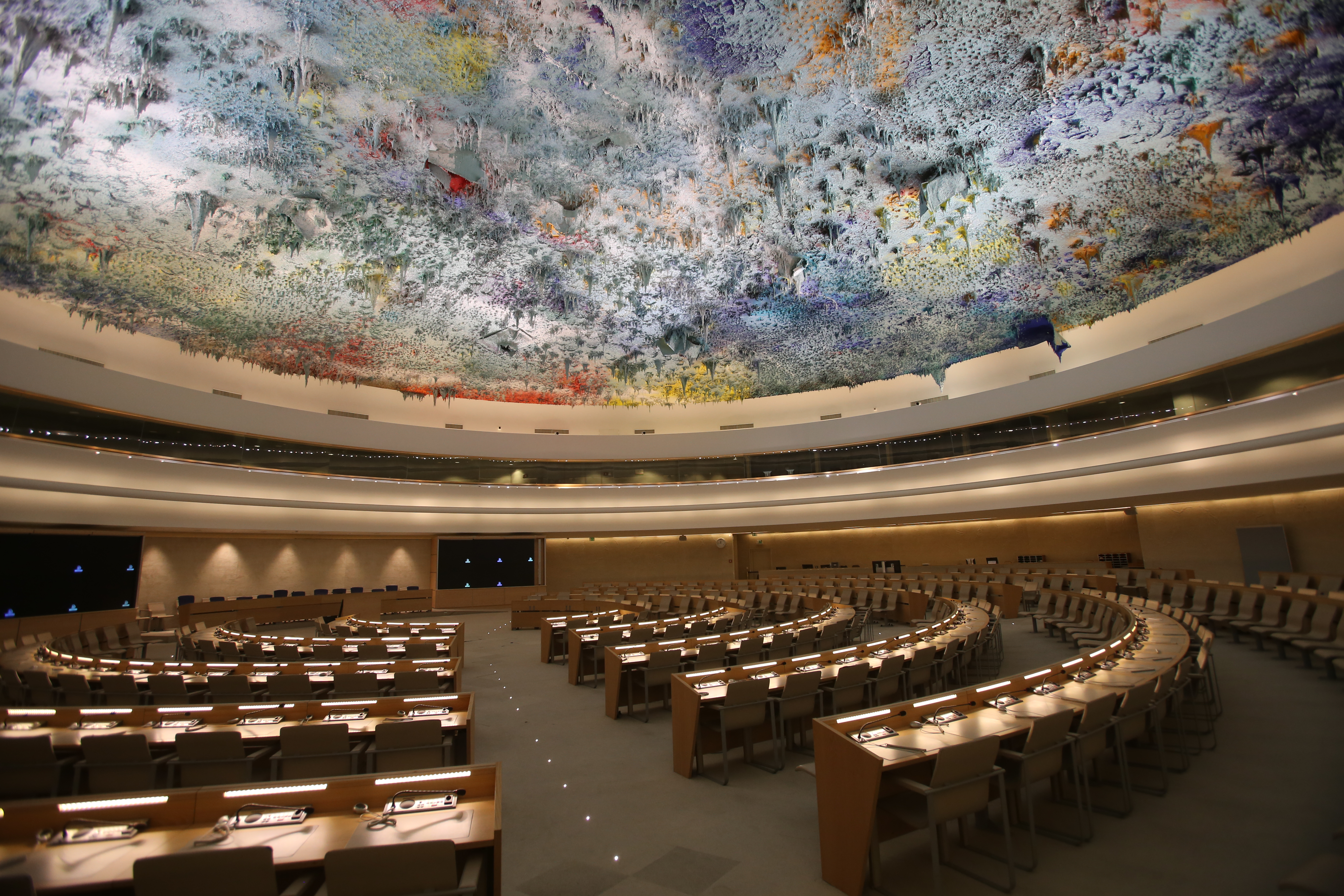
La Salle des droits de l'homme et de l'alliance des civilisations où se réunit le Conseil des droits de l'homme des Nations unies (Palais des Nations, Genève).

Les procédures spéciales sont considérés comme « les yeux et les oreilles » du Conseil des droits de l'homme des Nations unies. Elles correspondent à un ensemble de mandats dévolus à des rapporteurs spéciaux des Nations unies, des experts indépendants et des membres de groupes de travail.
Conformément à la résolution du Conseil des droits de l'homme 5/1 du 18 juin 2007, les titulaires de mandats au titre des procédures spéciales sont sélectionnés sur la base de critères objectifs, accessibles au public et vérifiés, relatifs à leur expertise reconnue, leur expérience dans le domaine des droits humains, leur indépendance et impartialité, leur intégrité personnelle et leur objectivité. Ils jouissent d'une haute autorité morale.
Le champ de chacun des mandats est fixé par une résolution du Conseil des droits de l'homme des Nations unies. Les mandats peuvent porter sur un pays (par exemple les droits de l’homme au Cambodge, en Corée du Nord et en Palestine) ou sur un thème (par exemple le droit à l'alimentation, droit à la vie privée, liberté de réunion, liberté de pensée,  de religion, le racisme et la violence contre les femmes, droit au logement, orientation sexuelle et identité de genre, et défenseurs des droits de l'homme). En 2016, il existe 38 mandats thématiques et 14 mandats par pays.
Le mandat de rapporteur spécial le plus important, en nombre de communications, est celui relatif à la situation des défenseurs des droits de l'homme, qui, par nature, couvre l'ensemble du corpus des droits humains, au travers de personnes qui, individuellement ou en groupe, agissent pour défendre ce corpus.